# هارولد کرزنر
هارولد کرزنر (انگلیسی: Harold Kerzner؛ زادهٔ ۱ ژانویهٔ ۱۹۴۰) نویسنده، نظریه‌پرداز و مدرس دانشگاه آمریکایی است، که به علت ارائه نظریات و تدریس علوم مرتبت با مدیریت پروژه و برنامه‌ریزی راهبردی، مشهور می‌باشد.